# Troglohyphantes croaticus
Troglohyphantes croaticus là một loài nhện trong họ Linyphiidae.
Loài này thuộc chi Troglohyphantes. Troglohyphantes croaticus được miêu tả năm 1894 bởi Chyzer.